# Reunion (Black Sabbath-album)
A Reunion az angol Black Sabbath heavy metal együttes 1998-ban megjelent koncertlemeze.
A felvételen már az újra összejött, klasszikus eredeti négyes hallható, azaz Ozzy Osbourne, Tony Iommi, Geezer Butler és Bill Ward. A 2 CD-s verzió az ujjáalakulás első két birminghami koncertjét tartalmazza, valamint a megjelenésekor rögzített két stúdiós számot: Selling My Soul és Psycho Man.

## Számlista
Minden dalt Ozzy Osbourne, Tony Iommi, Geezer Butler és Bill Ward jegyez.  

### CD 1
1. "War Pigs"  – 8:28
2. "Behind the Wall of Sleep"  – 4:07
3. "N.I.B."  – 6:45
4. "Fairies Wear Boots"  – 6:19
5. "Electric Funeral"  – 5:02
6. "Sweet Leaf"  – 5:07
7. "Spiral Architect"  – 5:40
8. "Into the Void"  – 6:32
9. "Snowblind"  – 6:08

### CD 2
1. "Sabbath Bloody Sabbath"  – 4:36
2. "Orchid/Lord of This World"  – 7:07
3. "Dirty Women"  – 6:29
4. "Black Sabbath"  – 7:29
5. "Iron Man"  – 8:21
6. "Children of the Grave"  – 6:30
7. "Paranoid"  – 4:28
8. "Psycho Man" (Osbourne, Iommi) – 5:18
9. "Selling My Soul" (Osbourne, Iommi) – 3:10

## Közreműködők
- Ozzy Osbourne – ének
- Tony Iommi – gitár
- Geezer Butler – basszusgitár
- Bill Ward – dob
- Geoff Nicholls - billentyűs hangszerek
- Borító: Glen Wexler
- Fotók: Glen Wexler

## Helyezések
Album - Billboard (Észak Amerika) 
| Év   | Táblázat            | Pozíció |
| ---- | ------------------- | ------- |
| 1998 | The Billboard 200   | 11      |
| 1998 | Top Canadian Albums | 5       |

Kislemez - Billboard (Észak Amerika)
| Év   | Kislemez          | Táblázat               | Pozíció |
| ---- | ----------------- | ---------------------- | ------- |
| 1998 | "Psycho Man"      | Mainstream Rock Tracks | 3       |
| 1999 | "Selling My Soul" | Mainstream Rock Tracks | 17      |

## Eladások
| Dátum          | Megjelölés | Példányszám |
| -------------- | ---------- | ----------- |
| Január 4, 1999 | Arany      | 500 000     |
| Január 4, 1999 | Platina    | 1 000 000   |

| Dátum               | Megjelölés | Példányszám |
| ------------------- | ---------- | ----------- |
| Február 26, 1999    | Arany      | 50 000      |
| Szeptember 26, 1999 | Platina    | 100 000     |